# Escola Major Tancredo Penna de Moraes

Escola Major Tancredo Penna de Moraes é uma escola de ensino fundamental, localizada à Rodovia RSC-287 Km 220 s/n, esquina com a Rua Luiz Bortoluzzi, no bairro Palma, distrito da Palma, no município gaúcho de Santa Maria, Brasil.

## História
A lei municipal nº 1416/69 de 19 de dezembro de 1969 sancionada pelo então Prefeito municipal, Dr. Luiz Alves Rolim Sobrinho, dá a atual denominação da escola.
A escola caracteriza-se por ser uma "escola núcleo" e por guardar a memória da Sesmaria da Palma e da Colonização Italiana. Major Tancredo Penna de Moraes doou, no início do século XIX, o terreno onde hoje situa-se a escola. É uma escola de muita importância para o bairro, uma vez que é a única escola situada no Palma.

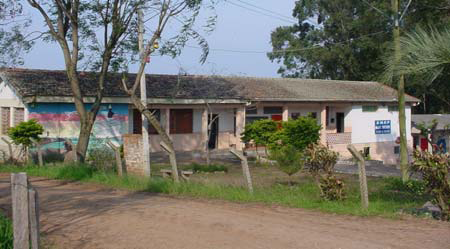
Foto da frente da escola.

As comunidades que abrangem a escola tiveram sua organização graças às famílias de ascendência italiana, pelos proprietários da Fazenda da Palma, onde está localizada a escola, pelos empregados e descendentes de escravos da mesma. A Fazenda da Palma surgiu no início do século XIX, com o recebimento de uma sesmaria pelo Sr. José Fernandes Penna, bisavô do Major Tancredo Penna de Moraes. Ainda hoje, na sede da fazenda encontra-se a casa grande, construída em 1847 e a cozinha da Senzala em bom estado de conservação.
No resgate histórico observa-se que a escola atende as seguintes comunidades:
- Comunidade de Vila Fighera, formada pela família Fighera e pelos empregados do engenho de arroz da família. Na unidade residencial, que situa-se no bairro Arroio Grande, existia uma escola multisseriada que se chamava Santo Antônio;
- Comunidade de São Sebastião, formada pelas famílias Toneto e Soares, e que tinha uma escola multisseriada, com o mesmo nome da unidade residencial, que situa-se no bairro Pains;
- Comunidade de Faxinal da Palma formada pelas famílias Camponogara, Toneto, Fuganti, Noal, Negrini, Santini, Penna e Santos, onde havia duas escolas multisseriadas: uma chamava-se Pillon e outra com o mesmo nome da localidade;
- Comunidade de Linha Cinco Sul (Vale dos Panno), formada pelas famílias Milani, Bianchin, Loro, Cechin, Feltrin, Sachet, Bolson e Daros, que havia uma escola multisseriada com o mesmo nome da unidade residencial;
- Comunidade Benjamim Constant, formada pelas famílias Bevilaco, Pano, Bilinazzo, Soares e Lemos, que possuía uma escola multisseriada com o mesmo nome da unidade residencial (uma das mais antigas da região);
- Comunidade de Linha Sete Sul, formada pelas famílias Righi, Cazani, Rosa, Lourence, que tinha uma escola multisseriada, que se chamava Santa Augusta;
- Comunidade de Palma, formada pelas famílias Balconi, Weber, Carneiro, Moro, Cioccari, Penna e Moraes, que possuía duas escolas: uma que originou a sede da Escola Núcleo Major Tancredo Penna de Moraes; e, a outra que se chamava Olavo Bilac.

## Alunos ilustres
- Luciano Zanini Guerra, radialista da Rádio Guarathan, vereador em Santa Maria (2013-2016), ex-subprefeito do distrito da Palma eleito por voto direto à 4 mandatos seguidos (8 anos - durante o mandato de Valdeci Oliveira a prefeitura de Santa Maria)